# Triplophysa dalaica
Triplophysa dalaica är en fiskart som först beskrevs av Kessler, 1876.  Triplophysa dalaica ingår i släktet Triplophysa och familjen grönlingsfiskar. IUCN kategoriserar arten globalt som livskraftig. Inga underarter finns listade i Catalogue of Life.